# Patrick McDonald
Patrick Joseph „Babe” McDonald  (ur. 29 lipca 1878 w Killard w hrabstwie Clare w Irlandii, zm. 16 maja 1954 w Nowym Jorku) – amerykański lekkoatleta, dwukrotny mistrz olimpijski.

## Przebieg kariery
Urodził się jako Patrick McDonnell. Nazwisko jego rodziny zostało omyłkowo zmienione przez amerykańskich urzędników imigracyjnych, ale nie skorygowano tego. McDonald specjalizował się w rzutach. Początkowo trenował rzut młotem, ale potem skoncentrował się na pchnięciu kulą. Zajął 2. miejsce w tej konkurencji na mistrzostwach Stanów Zjednoczonych (AAU) w 1909 i 1910 za Ralphem Rose, a w 1911 zdobył mistrzostwo USA pod nieobecność Rose’a. wygrał również wtedy konkurencję rzutu 56 funtowym ciężarem.
W 1912 najpierw pokonał Rose’a w pchnięciu kulą na mistrzostwach USA, a potem zwyciężył przed nim na igrzyskach olimpijskich w 1912 w Sztokholmie. Na igrzyskach tych rozgrywano również konkurs pchnięcia kulą oburącz (sumowano odległości uzyskane pchnięciami lewą i prawą ręką). Wygrał w nim Rose przed McDonaldem.
McDonald zdobył mistrzostwo USA w pchnięciu kulą i rzucie 56 funtowym ciężarem w 1914, 1919 i 1920. Startował w obu tych konkurencjach na igrzyskach olimpijskich w 1920 w Antwerpii. Zdobył złoty medal w rzucie ciężarem, a w pchnięciu kulą zajął 4. miejsce. Został mistrzem olimpijskim w wieku 42 lat; do tej pory jest lekkoatletą, który był najstarszy w chwili olimpijskiego zwycięstwa.
Po igrzyskach McDonald zdobył mistrzostwo USA (AAU) w pchnięciu kulą w 1922, a w rzucie ciężarem w 1921, 1926-1929 i 1933. Ostatnie zwycięstwo w tych mistrzostwach odniósł, gdy miał 55 lat.
Od 1905 do 1946 służył w policji nowojorskiej. M. in. kierował ruchem drogowym na Times Square.

## Rekord życiowy
- pchnięcie kulą – 15,34 m (1912)[2]